# Коросненська сільська рада
| Коросненська сільська рада — колишній орган місцевого самоврядування у Перемишлянському районі Львівської області з адміністративним центром у с. Коросне. Історична дата утворення: в 1940 році. Водоймища на території, підпорядкованій даній раді: річки Гнила Липа, Білий Потік. Сільській раді були підпорядковані населені пункти: - с. Коросне - с. Затемне - с. Сивороги - с. Унів |

## Склад ради
Рада складалася з 16 депутатів та голови.

### Керівний склад ради
| ПІБ                        | Основні відомості                                                             | Дата обрання | Дата звільнення |
| -------------------------- | ----------------------------------------------------------------------------- | ------------ | --------------- |
| Ясінський Роман Васильович | Сільський голова, 1955 року народження, освіта, член Народного Руху України   | 26.03.2006   | 31.10.2010      |
| Ясінський Роман Васильович | Сільський голова, 1955 року народження, освіта незакінчена вища, безпартійний | 31.10.2010   |                 |

Примітка: таблиця складена за даними джерела